# Station Floreffe
Station Floreffe is een spoorwegstation langs spoorlijn 130 (Namen - Charleroi) in de gemeente Floreffe. Het is nu een stopplaats.

## Treindienst
| Serie       | Treinsoort               | Route                                          | Bijzonderheden                                            |
| ----------- | ------------------------ | ---------------------------------------------- | --------------------------------------------------------- |
| S 61        | S-trein Charleroi (NMBS) | Waver – Charleroi-Centraal – Floreffe – Jambes | Rijdt in de week 2×/u tussen Jambes - Charleroi-Centraal. |
| P 7780/8780 | Piekuurtrein (NMBS)      | Charleroi-Centraal – Floreffe – Namen – Jambes | Rijdt alleen op werkdagen. Een trein tot Jambes.          |

## Reizigerstellingen
De grafiek en tabel geven het gemiddeld aantal instappende reizigers weer op een week-, zater- en zondag.
| Tabel: aantal instappende reizigers station Floreffe | Tabel: aantal instappende reizigers station Floreffe | Tabel: aantal instappende reizigers station Floreffe | Tabel: aantal instappende reizigers station Floreffe |
|                                                      | Weekdag                                              | Zaterdag                                             | Zondag                                               |
| ---------------------------------------------------- | ---------------------------------------------------- | ---------------------------------------------------- | ---------------------------------------------------- |
| 1977                                                 | 218                                                  | 73                                                   | 44                                                   |
| 1978                                                 | 425                                                  | 61                                                   | 57                                                   |
| 1979                                                 | 227                                                  | 79                                                   | 49                                                   |
| 1980                                                 | 277                                                  | 58                                                   | 55                                                   |
| 1981                                                 | 320                                                  | 107                                                  | 66                                                   |
| 1982                                                 | 254                                                  | 71                                                   | 41                                                   |
| 1983                                                 | 269                                                  | 62                                                   | 51                                                   |
| 1984                                                 | 269                                                  | 28                                                   | 37                                                   |
| 1985                                                 | 193                                                  | 34                                                   | 47                                                   |
| 1986                                                 | 219                                                  | 45                                                   | 21                                                   |
| 1987                                                 | 197                                                  | 27                                                   | 25                                                   |
| 1988                                                 | 185                                                  | 35                                                   | 38                                                   |
| 1989                                                 | 175                                                  | 24                                                   | 39                                                   |
| 1990                                                 | 177                                                  | 43                                                   | 35                                                   |
| 1991                                                 | 182                                                  | 39                                                   | 32                                                   |
| 1992                                                 | 194                                                  | 42                                                   | 37                                                   |
| 1993                                                 | 162                                                  | 28                                                   | 24                                                   |
| 1994                                                 | 244                                                  | 36                                                   | 19                                                   |
| 1995                                                 | 181                                                  | 43                                                   | 19                                                   |
| 1996                                                 | 213                                                  | 45                                                   | 25                                                   |
| 1997                                                 | 199                                                  | 39                                                   | 26                                                   |
| 1998                                                 | 167                                                  | 34                                                   | 14                                                   |
| 1999                                                 | 170                                                  | 22                                                   | 27                                                   |
| 2000                                                 | 156                                                  | 40                                                   | 22                                                   |
| 2001                                                 | 157                                                  | 14                                                   | 26                                                   |
| 2002                                                 | 137                                                  | 30                                                   | 15                                                   |
| 2003                                                 | 139                                                  | 28                                                   | 26                                                   |
| 2004                                                 | 174                                                  | 36                                                   | 28                                                   |
| 2005                                                 | 188                                                  | 42                                                   | 22                                                   |
| 2006                                                 | 199                                                  | 22                                                   | 24                                                   |
| 2007                                                 | 210                                                  | 46                                                   | 34                                                   |
| 2008                                                 | -                                                    | -                                                    | -                                                    |
| 2009                                                 | 183                                                  | 34                                                   | 25                                                   |
| 2010                                                 | -                                                    | -                                                    | -                                                    |
| 2011                                                 | -                                                    | -                                                    | -                                                    |
| 2012                                                 | 181                                                  | 36                                                   | 38                                                   |
| 2013                                                 | 201                                                  | 33                                                   | 38                                                   |
| 2014                                                 | 196                                                  | 16                                                   | 11                                                   |
| 2015                                                 | 150                                                  | 34                                                   | 20                                                   |
| 2016                                                 | 160                                                  | 47                                                   | 32                                                   |
| 2017                                                 | 169                                                  | 26                                                   | 34                                                   |
| 2018                                                 | 204                                                  | 33                                                   | 22                                                   |
| 2019                                                 | 169                                                  | 35                                                   | 31                                                   |
| 2020                                                 | 149                                                  | 51                                                   | 44                                                   |
| 2021                                                 | -                                                    | -                                                    | -                                                    |
| 2022                                                 | 212                                                  | 89                                                   | 58                                                   |
| 2023                                                 | 269                                                  | 77                                                   | 93                                                   |
| 2024                                                 | 265                                                  | 111                                                  | 92                                                   |

0,0: Namen ·
3,2: Ronet ·
4,8: Flawinne ·
8,6: Floreffe ·
10,9: Franière ·
13,5: Mornimont ·
14,4: Moustier ·
16,2: Ham-sur-Sambre ·
16,7: Jemeppe-sur-Sambre ·
19,3: Auvelais ·
21,4: Tamines ·
23,7: Aiseau ·
25,5: Tergnée ·
26,4: Farciennes ·
27,5: Le Campinaire ·
28,6: Pont-de-Loup ·
29,8: Châtelet ·
32,6: Couillet-Montignies ·
33,9: Couillet ·
36,6: Charleroi-Central